# Weser

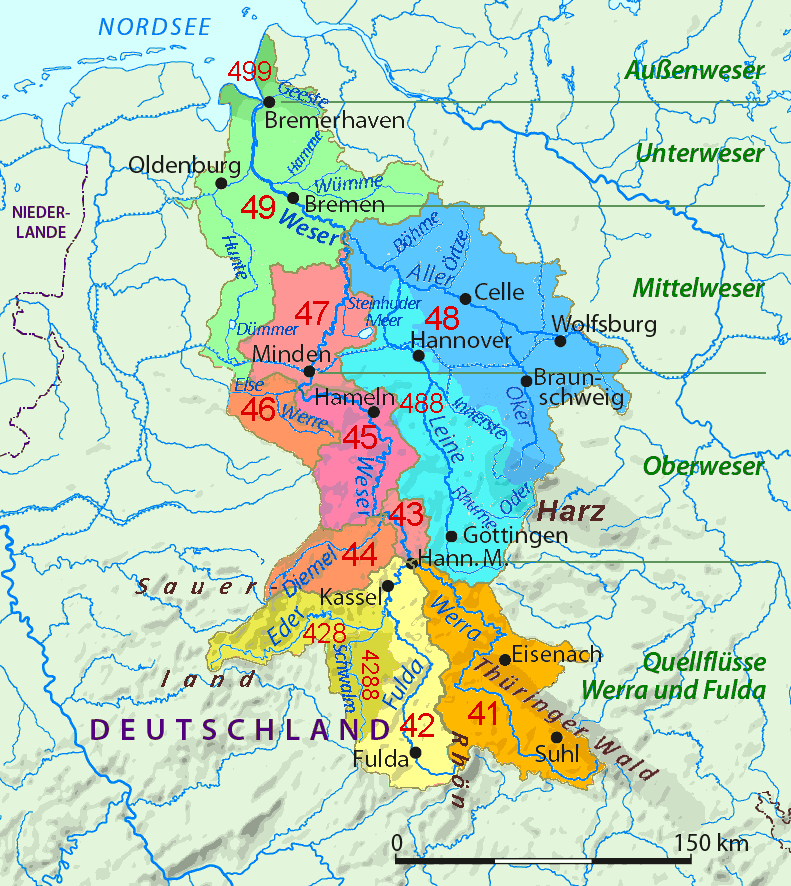
Karta över Wesers avrinningsområde.

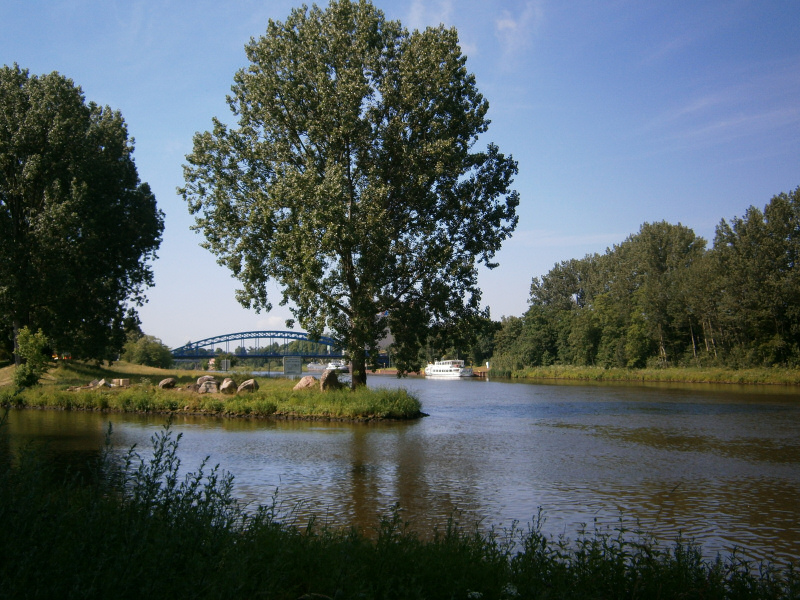
Mellersta Weser vid Nienburg

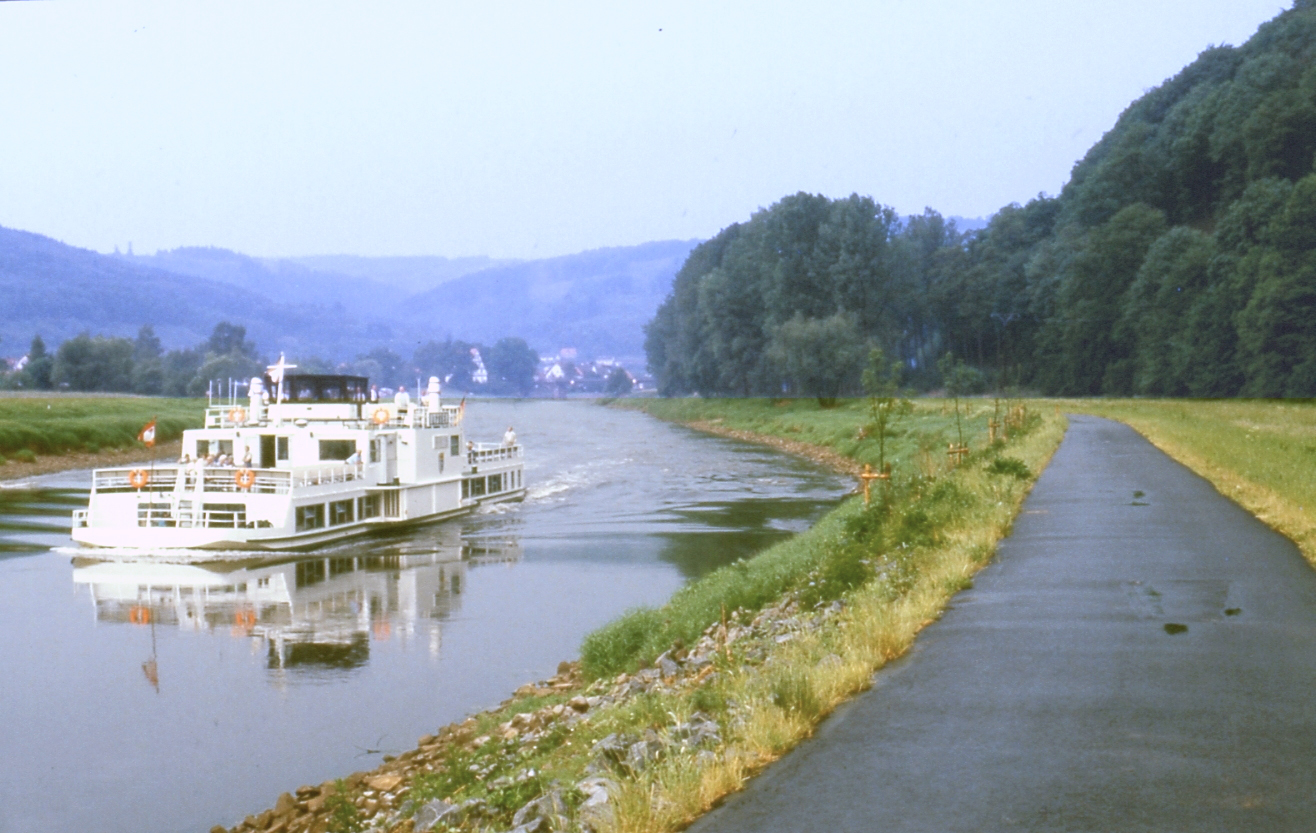
Övre Weser vid Oedelsheim

För andra betydelser, se Weser (olika betydelser).
Weser är en flod i västra Tyskland som bildas där floderna Werra och Fulda flyter samman vid Hannoversch Münden. Floden mynnar slutligen i Nordsjön vid Bremerhaven efter en sammanlagd längd på 744 km (inklusive Werra). Vid Verden cirka 40 km från Bremen förenas Weser med ytterligare en större biflod, nämligen Aller. Det sista stora biflödet före mynningen är Hunte. Wesers totala avrinningsområde är 46 306 km². Medelflödet vid mynningen är 327 m³/s. På sin väg mot havet passerar Weser städerna Hannoversch Münden, Hameln, Minden, Nienburg, Bremen och Bremerhaven.